# Gökotta
Gökotta är en svensk tradition att ge sig ut på fågelskådartur och picknick vid den tid på våren och morgonen då göken börjar gala. I delar av Sverige har det varit vanligt att fira gökotta, i synnerhet på Kristi himmelsfärdsdagen och förr även trefaldighetsdagen och dagarna före midsommar. Stora grupper människor kunde då ge sig ut på promenad i skogen eller i stadsparker tidigt, i ottan, för samkväm och kafferep, och för att lyssna på vårfåglarna, främst göken. Kristi himmelsfärdsdag infaller mellan 30 april och 3 juni, vilket är nära gökdagen (ofta 25 april, ibland senare) då göken traditionellt anses först börja gala.
Kring år 1900 tog flera svenska folkrörelser upp gökotta med brassmusikorkester i sin programverksamhet och traditionen fick spridning i hela landet. Kyrkor anordnar än idag gökotta på vissa orter, i form av friluftsgudstjänst med skogspromenad på Kristi himmelfärdsdagens morgon.
Nils Linnman gjorde naturprogrammet Gökotta i Sveriges radio med start under 1940-talet.